# جو هال موريس
جو هال موريس (بالإنجليزية: Joe Hall Morris)‏ هو جراح وطبيب أسنان أمريكي، ولد في 1922، وتوفي في 11 سبتمبر 2003.